# Freeway 7 (Iran)

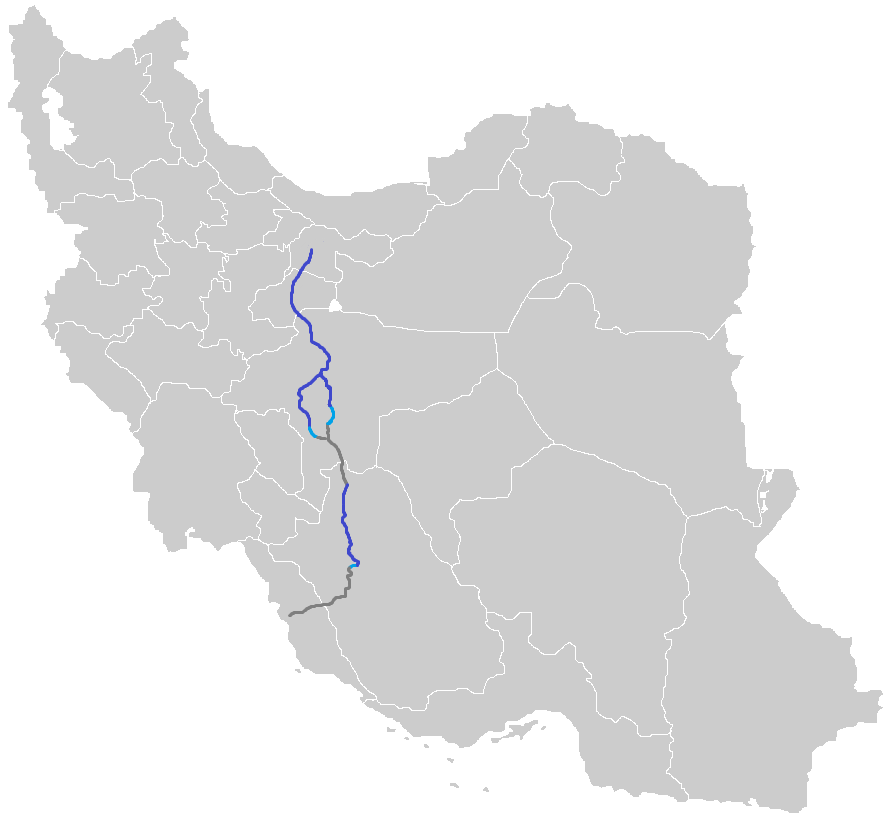

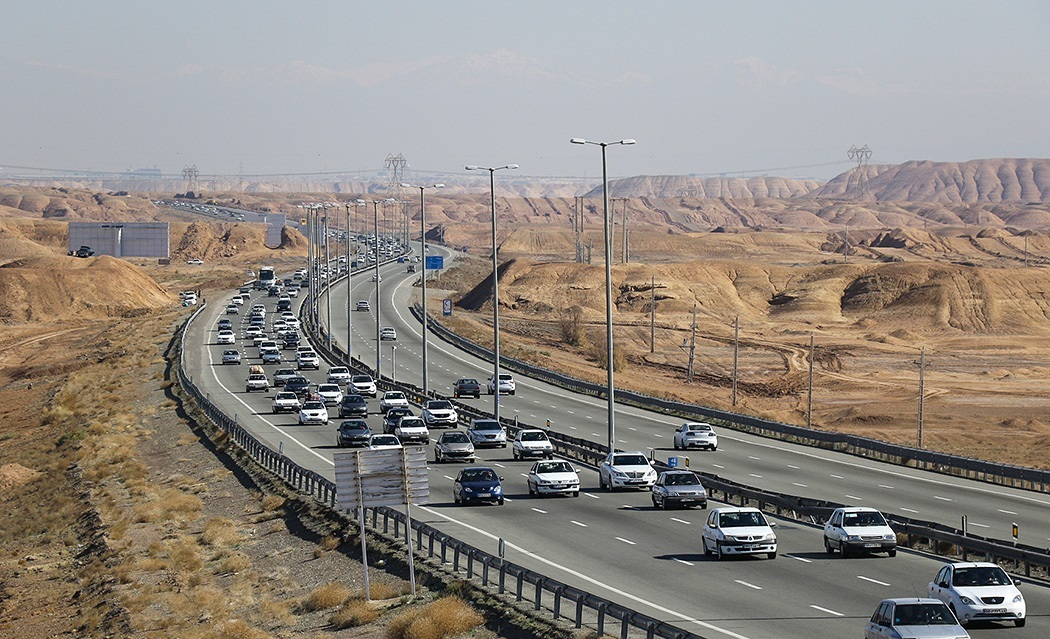

De Freeway 7 (Farsi: 7 آزادراه) is een deels in aanleg zijnde autosnelweg in Iran. De snelweg is 479 kilometer lang en verbindt Teheran met Isfahan. Het voorlopig laatste deel van de autosnelweg werd geopend in 2023.
Freeway 1 ·
Freeway 2 ·
Freeway 3 ·
Freeway 5 ·
Freeway 6 ·
Freeway 7 ·
Freeway 9 ·
Freeway 16 ·
Freeway 51